# James Jeans
James Hopwood Jeans (11 septembre 1877 à Ormskirk – 16 septembre 1946 à Dorking) est un physicien, astronome et mathématicien britannique. Il a écrit plusieurs ouvrages de vulgarisation scientifique, sur l'histoire de la mécanique et de la physique, et sur les implications philosophiques des théories scientifiques les plus récentes de l'Entre-deux guerres.

## Biographie
Formé à la Merchant Taylors' School de Northwood puis au Trinity College, il termina second de l'université au Tripos de mathématiques en 1898. Il enseigna à Cambridge, mais vint à l'université de Princeton en 1904 comme professeur de mathématiques appliquées. Il retourna à Cambridge en 1910.
Il fit d'importantes contributions dans plusieurs domaines de la physique, comme ceux de la théorie des quanta, de la théorie du rayonnement et de l'évolution stellaire. Son analyse des corps en rotation le conduisit à conclure que la théorie de Laplace selon laquelle le système solaire était formé d'un seul nuage de gaz était incorrecte, proposant à la place que les planètes se soient formées à partir de matériaux arrachés au soleil par une hypothétique quasi-collision catastrophique avec une étoile de passage. Cette théorie est maintenant abandonnée.
Jeans avec Arthur Eddington, est considéré être à l'origine de l'excellence britannique en cosmologie, un fait qui a persisté jusqu'à nos jours. Jeans fut le premier à proposer une cosmologie stationnaire basée sur une hypothétique création continue de matière dans l'univers. Cette théorie tomba en désuétude lorsque la découverte en 1965 du fond diffus cosmologique fut largement interprétée comme la signature révélatrice du Big Bang.
Sa réputation scientifique est inscrite dans les monographies La Théorie dynamique des gaz (1904), Mécanique théorique (1906) et Théorie mathématique de l'électricité et du magnétisme (1908). Après son départ à la retraite en 1929, il écrivit plusieurs livres pour le public profane, dont Les Étoiles dans leur course (1931), L'Univers autour de nous, À travers l'espace et le temps (1934), Les Nouvelles Bases philosophiques de la science (1933) et L'Univers mystérieux. Ces livres ont rendu Jeans assez bien connu comme vulgarisateur des découvertes scientifiques révolutionnaires de son époque, particulièrement en relativité et en cosmologie.
Il se maria deux fois, la première fois avec la poétesse américaine Charlotte Mitchell en 1907, puis avec l'organiste et claveciniste autrichienne Suzanne Hock (mieux connue sous le nom de Susi Jeans (en)) en 1935.
À l'école Merchant Taylors, la bourse académique James Jeans est attribuée à un candidat aux examens d'entrée qui obtient des résultats exceptionnels sur l'ensemble des sujets, et particulièrement en mathématiques et en sciences.

## Citations
- « Le flot de la connaissance pointe vers une réalité non-mécanique ; l'univers commence à ressembler plus à une grande pensée qu'à une machine. L'esprit n'apparaît plus être un intrus accidentel dans le domaine de la matière... nous devrions plutôt le saluer comme le créateur et le gouverneur du domaine de la matière. »

- « La vie existe dans l'univers seulement parce que l'atome de carbone possède certaines propriétés exceptionnelles." (L'Univers mystérieux). »

- À propos du voyage dans le temps passé : « Il faut rester plus immobile qu'immobile. » (À travers le temps et l'espace).

## Distinctions honorifiques
- Médaille d'or de la Royal Astronomical Society en 1922
- Anobli en 1928
- Le cratère Jeans (en) sur la Lune porte son nom, ainsi que le cratère Jeans sur Mars.